# Блейк Гріффін
Блейк О́стін Грі́ффін (англ. Blake Austin Griffin; нар. 16 березня 1989 року в Оклагома-Сіті, штат Оклагома) — американський професіональний баскетболіст, що виступає за команду Національної баскетбольної асоціації «Бостон Селтікс». Грає на позиції важкого форварда. Був обраний у першому раунді під загальним 1-м номером на драфті НБА 2009 року.

## Ігрова кар'єра
Починав грати у баскетбол у команді старшої школи Oklahoma Christian (Едмонт). На університетському рівні грав за команду Університету Оклахоми (2007–2009).
2009 року був обраний у першому раунді драфту НБА під загальним першим номером командою «Лос-Анджелес Кліпперс».
Професійну кар'єру розпочав 2009 року виступами за «Лос-Анджелес Кліпперс».
29 січня 2018 року разом з Віллі Рідом, Брісом Джонсоном перейшов до складу «Детройт Пістонс» в обмін на Ейвері Бредлі, Тобіаса Гарріса та Бобана Мар'яновича.

## Статистика виступів

### Регулярний сезон
| Сезон              | Команда                 | GP  | GS  | MPG  | FG%  | 3P%  | FT%  | RPG  | APG | SPG | BPG | PPG  |
| ------------------ | ----------------------- | --- | --- | ---- | ---- | ---- | ---- | ---- | --- | --- | --- | ---- |
| 2010–11            | «Лос-Анджелес Кліпперс» | 82  | 82  | 38.0 | .506 | .292 | .642 | 12.1 | 3.8 | .8  | .5  | 22.5 |
| 2011–12            | «Лос-Анджелес Кліпперс» | 66  | 66  | 36.3 | .549 | .125 | .521 | 10.9 | 3.2 | .8  | .7  | 20.7 |
| 2012–13            | «Лос-Анджелес Кліпперс» | 80  | 80  | 32.5 | .538 | .179 | .660 | 8.3  | 3.7 | 1.2 | .6  | 18.0 |
| 2013–14            | «Лос-Анджелес Кліпперс» | 80  | 80  | 36.1 | .528 | .273 | .715 | 9.5  | 3.9 | 1.2 | .6  | 24.1 |
| 2014–15            | «Лос-Анджелес Кліпперс» | 67  | 67  | 35.2 | .502 | .400 | .728 | 7.6  | 5.3 | .9  | .5  | 21.9 |
| 2015–16            | «Лос-Анджелес Кліпперс» | 35  | 35  | 33.4 | .499 | .333 | .727 | 8.4  | 4.9 | .8  | .5  | 21.4 |
| 2016–17            | «Лос-Анджелес Кліпперс» | 61  | 61  | 34.0 | .493 | .336 | .760 | 8.1  | 4.9 | 1.0 | .4  | 21.6 |
| Усього за кар'єру  | Усього за кар'єру       | 471 | 471 | 35.2 | .518 | .299 | .673 | 9.4  | 4.1 | 1.0 | .6  | 21.5 |
| В іграх усіх зірок | В іграх усіх зірок      | 4   | 3   | 26.3 | .788 | .250 | .500 | 5.5  | 3.0 | 1.5 | .3  | 21.8 |

### Плей-оф
| Сезон             | Команда                 | GP | GS | MPG  | FG%  | 3P%  | FT%   | RPG  | APG | SPG | BPG | PPG  |
| ----------------- | ----------------------- | -- | -- | ---- | ---- | ---- | ----- | ---- | --- | --- | --- | ---- |
| 2012              | «Лос-Анджелес Кліпперс» | 11 | 11 | 35.7 | .500 | .000 | .636  | 6.9  | 2.5 | 1.8 | .9  | 19.1 |
| 2013              | «Лос-Анджелес Кліпперс» | 6  | 5  | 26.3 | .453 | .000 | .808  | 5.5  | 2.5 | .0  | .8  | 13.2 |
| 2014              | «Лос-Анджелес Кліпперс» | 13 | 13 | 36.8 | .498 | .143 | .740  | 7.4  | 3.8 | 1.2 | 1.1 | 23.5 |
| 2015              | «Лос-Анджелес Кліпперс» | 14 | 14 | 39.8 | .511 | .143 | .717  | 12.7 | 6.1 | 1.0 | 1.0 | 25.5 |
| 2016              | «Лос-Анджелес Кліпперс» | 4  | 4  | 31.8 | .377 | .500 | .760  | 8.8  | 4.0 | .8  | .5  | 15.0 |
| 2017              | «Лос-Анджелес Кліпперс» | 3  | 3  | 33.1 | .490 | .667 | 1.000 | 6.0  | 2.3 | .7  | .3  | 20.3 |
| Усього за кар'єру | Усього за кар'єру       | 51 | 50 | 35.5 | .492 | .304 | .724  | 8.5  | 3.9 | 1.1 | .9  | 21.0 |